# Berto (futbolista nacido en 1962)
Alberto Martínez Díaz (Reiriz, Lugo, 27 de octubre de 1962), conocido como Berto, es un exfutbolista español que jugó principalmente en el Real Oviedo, club en el que militó quince temporadas, doce de ellas en la Primera División.
Está afincado desde su infancia en Ujo (Asturias). Disputó 512 partidos oficiales con el equipo carbayón totalizando 19 goles con los azules, y es el futbolista del club con más partidos oficiales jugados con la camiseta carbayona tanto en total (512) como en la máxima categoría (328).
El final de su carrera como futbolista estuvo marcado por la polémica que supuso su fichaje por el Oviedo A. C. F., llegando a estar amenazado de muerte.

## Selección nacional
Fue internacional en una ocasión con la selección española. Debutó en Oviedo el 4 de septiembre de 1991 contra Uruguay.

## Clubes
| Club               | País   | Año       |
| ------------------ | ------ | --------- |
| Caudal Deportivo   | España | 1981-1984 |
| Real Oviedo        | España | 1984-2000 |
| S. D. Ponferradina | España | 2000-2001 |
| Águilas C. F.      | España | 2001-2003 |
| Oviedo A. C. F.    | España | 2003-2004 |